# Playoffs NBA 1981
Navigation
1980 1982
Les playoffs NBA 1981 sont les playoffs de la saison 1980-1981. Ils se terminent sur la victoire des Celtics de Boston face aux Rockets de Houston quatre matches à deux lors des Finales NBA.

## Qualification pour les playoffs
Dans chaque conférence, les six meilleures équipes sont qualifiées pour les playoffs au terme de la saison régulière.
| Champion de division | Qualifié pour les playoffs | Éliminé des playoffs |

| Rang | Franchise                 | V  | D  | PCT    | R  | Dom | Ext |
| ---- | ------------------------- | -- | -- | ------ | -- | --- | --- |
| 1    | Celtics de Boston         | 62 | 20 | 75,6 % | –  |     |     |
| 2    | Bucks de Milwaukee (a)    | 60 | 22 | 73,2 % | 2  |     |     |
| 3    | 76ers de Philadelphie (a) | 62 | 20 | 75,6 % | –  |     |     |
| 4    | Knicks de New York        | 50 | 32 | 61,0 % | 12 |     |     |
| 5    | Bulls de Chicago          | 45 | 37 | 54,9 % | 17 |     |     |
| 6    | Pacers de l'Indiana       | 44 | 38 | 53,7 % | 18 |     |     |
|      |                           |    |    |        |    |     |     |
| 7    | Bullets de la Washington  | 39 | 43 | 47,6 % | 23 |     |     |
| 8    | Hawks d'Atlanta           | 31 | 51 | 37,8 % | 31 |     |     |
| 9    | Cavaliers de Cleveland    | 28 | 54 | 34,1 % | 34 |     |     |
| 10   | Nets du New Jersey        | 24 | 58 | 29,3 % | 38 |     |     |
| 11   | Pistons de Détroit        | 21 | 61 | 25,6 % | 41 |     |     |

| Rang | Franchise                 | V  | D  | PCT    | R  | Dom | Ext |
| ---- | ------------------------- | -- | -- | ------ | -- | --- | --- |
| 1    | Suns de Phoenix           | 57 | 25 | 69,5 % | –  |     |     |
| 2    | Spurs de San Antonio (a)  | 52 | 30 | 63,4 % | 5  |     |     |
| 3    | Lakers de Los Angeles (a) | 54 | 28 | 65,9 % | 3  |     |     |
| 4    | Trail Blazers de Portland | 45 | 37 | 54,9 % | 12 |     |     |
| 5    | Kings de Kansas City      | 40 | 42 | 48,8 % | 17 |     |     |
| 6    | Rockets de Houston        | 40 | 42 | 48,8 % | 17 |     |     |
|      |                           |    |    |        |    |     |     |
| 7    | Warriors de Golden State  | 39 | 43 | 47,6 % | 18 |     |     |
| 8    | Nuggets de Denver         | 37 | 45 | 45,1 % | 20 |     |     |
| 9    | Clippers de San Diego     | 36 | 46 | 43,9 % | 21 |     |     |
| 10   | SuperSonics de Seattle    | 34 | 48 | 41,5 % | 23 |     |     |
| 11   | Jazz de l'Utah            | 28 | 54 | 34,1 % | 29 |     |     |
| 12   | Mavericks de Dallas       | 15 | 67 | 18,3 % | 42 |     |     |

## Fonctionnement
Dans chaque conférence les deux champion de division (rangs 1 et 2) sont exemptés.
Lors du premier tour au meilleur des trois matchs, le premier match oppose le troisième et le sixième, le vainqueur affrontant ensuite le deuxième de la conférence pour les demi-finales de conférence. Le second match oppose le quatrième et le cinquième, le vainqueur affrontant ensuite le premier de la conférence pour les demi-finales de conférence au meilleur des sept matchs. Les gagnants se rencontrent ensuite en Finales de Conférence au meilleur des sept matches. Les deux gagnants se rencontrent lors des finales NBA, qui se jouent au meilleur des sept matches.
Les séries se déroulent de la manière suivante :
| Match | Premier tour    | Conférence (demi-finales et finales) | Finales NBA     |   |                |                |                |
| ----- | --------------- | ------------------------------------ | --------------- | - | -------------- | -------------- | -------------- |
| Match | Premier tour    | Conférence (demi-finales et finales) | Finales NBA     | 1 | Meilleur bilan | Meilleur bilan | Meilleur bilan |
| 2     | Moins bon bilan | Meilleur bilan                       | Meilleur bilan  |   |                |                |                |
| 3     | Meilleur bilan  | Moins bon bilan                      | Moins bon bilan |   |                |                |                |
| 4     | Série terminée  | Moins bon bilan                      | Moins bon bilan |   |                |                |                |
| 5     | Série terminée  | Meilleur bilan                       | Meilleur bilan  |   |                |                |                |
| 6     | Série terminée  | Moins bon bilan                      | Moins bon bilan |   |                |                |                |
| 7     | Série terminée  | Meilleur bilan                       | Meilleur bilan  |   |                |                |                |

## Tableau
|  | Premier tour     | Premier tour              | Premier tour          |                      |                       | Demi-finales de Conférence | Demi-finales de Conférence | Demi-finales de Conférence |  |   | Finales de Conférence | Finales de Conférence | Finales de Conférence |   |  | Finales NBA | Finales NBA | Finales NBA |
|  |                  |                           |                       |                      |                       |                            |                            |                            |  |   |                       |                       |                       |   |  |             |             |             |
|  |                  |                           |                       |                      |                       |                            |                            |                            |  |   |                       |                       |                       |   |  |             |             |             |
|  |                  | 1                         | Celtics de Boston     | 4                    |                       |                            |                            |                            |  |   |                       |                       |                       |   |  |             |             |             |
|  |                  |                           |                       | 4                    |                       |                            |                            |                            |  |   |                       |                       |                       |   |  |             |             |             |
|  |                  |                           | 5                     | Bulls de Chicago     | 0                     |                            |                            |                            |  |   |                       |                       |                       |   |  |             |             |             |
|  | 4                | Knicks de New York        | 5                     | Bulls de Chicago     | 0                     | 0                          |                            |                            |  |   |                       |                       |                       |   |  |             |             |             |
|  | 4                | Knicks de New York        |                       |                      |                       | 0                          |                            |                            |  |   |                       |                       |                       |   |  |             |             |             |
|  | 5                | Bulls de Chicago          | 2                     |                      |                       |                            |                            |                            |  |   |                       |                       |                       |   |  |             |             |             |
|  | 5                | Bulls de Chicago          | 2                     |                      |                       |                            |                            |                            |  | 1 | Celtics de Boston     | 4                     |                       |   |  |             |             |             |
|  | Conférence Est   |                           |                       |                      |                       |                            |                            |                            |  | 1 | Celtics de Boston     | 4                     |                       |   |  |             |             |             |
|  |                  | 2                         | 76ers de Philadelphie | 3                    |                       |                            |                            |                            |  |   |                       |                       |                       |   |  |             |             |             |
|  | 3                | 2                         | 76ers de Philadelphie | 3                    | 76ers de Philadelphie | 2                          |                            |                            |  |   |                       |                       |                       |   |  |             |             |             |
|  | 3                |                           |                       |                      | 76ers de Philadelphie | 2                          |                            |                            |  |   |                       |                       |                       |   |  |             |             |             |
|  | 6                | Pacers de l'Indiana       | 0                     |                      |                       |                            |                            |                            |  |   |                       |                       |                       |   |  |             |             |             |
|  | 6                | Pacers de l'Indiana       | 0                     |                      | 3                     | 76ers de Philadelphie      | 4                          |                            |  |   |                       |                       |                       |   |  |             |             |             |
|  |                  |                           |                       |                      | 3                     | 76ers de Philadelphie      | 4                          |                            |  |   |                       |                       |                       |   |  |             |             |             |
|  |                  |                           | 2                     | Bucks de Milwaukee   | 3                     |                            |                            |                            |  |   |                       |                       |                       |   |  |             |             |             |
|  |                  |                           | 2                     | Bucks de Milwaukee   | 3                     |                            |                            |                            |  |   |                       |                       |                       |   |  |             |             |             |
|  |                  |                           |                       |                      |                       |                            |                            |                            |  |   |                       |                       |                       |   |  |             |             |             |
|  |                  |                           |                       |                      |                       |                            |                            |                            |  |   |                       |                       |                       |   |  |             |             |             |
|  |                  |                           |                       |                      |                       |                            |                            |                            |  |   |                       | E1                    | Celtics de Boston     | 4 |  |             |             |             |
|  |                  |                           |                       |                      |                       |                            |                            |                            |  |   |                       |                       |                       |   |  |             |             |             |
|  |                  | O6                        | Rockets de Houston    | 2                    |                       |                            |                            |                            |  |   |                       |                       |                       |   |  |             |             |             |
|  |                  | O6                        | Rockets de Houston    | 2                    |                       |                            |                            |                            |  |   |                       |                       |                       |   |  |             |             |             |
|  |                  |                           |                       |                      |                       |                            |                            |                            |  |   |                       |                       |                       |   |  |             |             |             |
|  |                  |                           |                       |                      |                       |                            |                            |                            |  |   |                       |                       |                       |   |  |             |             |             |
|  |                  | 1                         | Suns de Phoenix       | 3                    |                       |                            |                            |                            |  |   |                       |                       |                       |   |  |             |             |             |
|  |                  |                           |                       | 3                    |                       |                            |                            |                            |  |   |                       |                       |                       |   |  |             |             |             |
|  |                  |                           | 5                     | Kings de Kansas City | 4                     |                            |                            |                            |  |   |                       |                       |                       |   |  |             |             |             |
|  | 4                | Trail Blazers de Portland | 5                     | Kings de Kansas City | 4                     | 1                          |                            |                            |  |   |                       |                       |                       |   |  |             |             |             |
|  | 4                | Trail Blazers de Portland |                       |                      |                       | 1                          |                            |                            |  |   |                       |                       |                       |   |  |             |             |             |
|  | 5                | Kings de Kansas City      | 2                     |                      |                       |                            |                            |                            |  |   |                       |                       |                       |   |  |             |             |             |
|  | 5                | Kings de Kansas City      | 2                     |                      |                       |                            |                            |                            |  | 5 | Kings de Kansas City  | 1                     |                       |   |  |             |             |             |
|  | Conférence Ouest |                           |                       |                      |                       |                            |                            |                            |  | 5 | Kings de Kansas City  | 1                     |                       |   |  |             |             |             |
|  |                  | 6                         | Rockets de Houston    | 4                    |                       |                            |                            |                            |  |   |                       |                       |                       |   |  |             |             |             |
|  | 3                | 6                         | Rockets de Houston    | 4                    | Lakers de Los Angeles | 1                          |                            |                            |  |   |                       |                       |                       |   |  |             |             |             |
|  | 3                |                           |                       |                      | Lakers de Los Angeles | 1                          |                            |                            |  |   |                       |                       |                       |   |  |             |             |             |
|  | 6                | Rockets de Houston        | 2                     |                      |                       |                            |                            |                            |  |   |                       |                       |                       |   |  |             |             |             |
|  | 6                | Rockets de Houston        | 2                     |                      | 6                     | Rockets de Houston         | 4                          |                            |  |   |                       |                       |                       |   |  |             |             |             |
|  |                  |                           |                       |                      | 6                     | Rockets de Houston         | 4                          |                            |  |   |                       |                       |                       |   |  |             |             |             |
|  |                  |                           | 2                     | Spurs de San Antonio | 3                     |                            |                            |                            |  |   |                       |                       |                       |   |  |             |             |             |
|  |                  |                           | 2                     | Spurs de San Antonio | 3                     |                            |                            |                            |  |   |                       |                       |                       |   |  |             |             |             |
|  |                  |                           |                       |                      |                       |                            |                            |                            |  |   |                       |                       |                       |   |  |             |             |             |

## Scores

### Premier tour

#### Conférence Est
(1) Celtics de Boston  and (2) Bucks de Milwaukee  sont exemptés de premier tour.
(3) 76ers de Philadelphie vs. (6) Pacers de l'Indiana: les 76ers gagnent la série 2-0
- Match 1 à Philadelphie: Philadelphie 124, Indiana 108
- Match 2 à Indiana: Philadelphie 96, Indiana 85

Dernière opposition en playoffs: C'est la première rencontre en playoffs entre les Sixers et les Pacers.
(4) Knicks de New York vs. (5) Bulls de Chicago: les Bulls gagnent la série 2-0
- Match 1 à New York: Chicago 90, New York 80
- Match 2 à Chicago: Chicago 115, New York 114 (OT)

Dernière opposition en playoffs: C'est la première rencontre en playoffs entre les Knicks et les Bulls.

#### Conférence Ouest
(1) Suns de Phoenix  and (2)  Spurs de San Antonio sont exemptés de premier tour.
(3) Lakers de Los Angeles vs. (6) Rockets de Houston: les Rockets gagnent la série 2-1
- Match 1 à Los Angeles: Houston 111, Los Angeles 107
- Match 2 à Houston: Los Angeles 111, Houston 106
- Match 3 à Los Angeles: Houston 89, Los Angeles 86

Dernière opposition en playoffs: C'est la première rencontre en playoffs entre les Lakers et les Rockets.
(4) Trail Blazers de Portland vs. (5) Kings de Kansas City: les Kings gagnent la série 2-1
- Match 1 à Portland: Kansas City 98, Portland 97 (OT)
- Match 2 à Kansas City: Portland 124, Kansas City 119 (OT)
- Match 3 à Portland: Kansas City 104, Portland 95

Dernière opposition en playoffs: C'est la première rencontre en playoffs entre les Trail Blazers et les  Kings.

### Demi-finales de Conférence

#### Conférence Est
(1) Celtics de Boston vs. (4) Bulls de Chicago: les Celtics gagnent la série 4-0
- Match 1 à Boston: Boston 121, Chicago 109
- Match 2 à Boston: Boston 106, Chicago 97
- Match 3 à Chicago: Boston 113, Chicago 107
- Match 4 à Chicago: Boston 109, Chicago 103

Dernière opposition en playoffs: C'est la première rencontre en playoffs entre les Celtics et les Bulls.
(2) Bucks de Milwaukee vs. (3) 76ers de Philadelphie: les 76ers gagnent la série 4-3
- Match 1 à Philadelphie: Philadelphie 125, Milwaukee 122
- Match 2 à Philadelphie: Milwaukee 109, Philadelphie 99
- Match 3 à Milwaukee: Philadelphie 108, Milwaukee 103
- Match 4 à Milwaukee: Milwaukee 109, Philadelphie 98
- Match 5 à Philadelphie: Philadelphie 116, Milwaukee 99
- Match 6 à Milwaukee: Milwaukee 109, Philadelphie 86
- Match 7 à Philadelphie: Philadelphie 99, Milwaukee 98

Dernière opposition en playoffs: victoire de Philadelphie 4-1 en Demi-finales de division Est 1970.

#### Conférence Ouest
(1) Suns de Phoenix vs. (5) Kings de Kansas City: les Kings gagnent la série 4-3
- Match 1 à Phoenix: Phoenix 102, Kansas City 80
- Match 2 à Phoenix: Kansas City 88, Phoenix 83
- Match 3 à Kansas City: Kansas City 93, Phoenix 92
- Match 4 à Kansas City: Kansas City 102, Phoenix 95
- Match 5 à Phoenix: Phoenix 101, Kansas City 89
- Match 6 à Kansas City: Phoenix 81, Kansas City 76
- Match 7 à Phoenix: Kansas City 95, Phoenix 88

Dernière opposition en playoffs: Victoire de phoenix 2-1 au Premier tour conférence Ouest 1980
(2) Spurs de San Antonio vs. (6) Rockets de Houston: les Rockets gagnent la série 4-3
- Match 1 à San Antonio: Houston 107, San Antonio 98
- Match 2 à San Antonio: San Antonio 125, Houston 113
- Match 3 à Houston: Houston 112, San Antonio 99
- Match 4 à Houston: San Antonio 114, Houston 112
- Match 5 à San Antonio: Houston 123, San Antonio 117
- Match 6 à Houston: San Antonio 101, Houston 96
- Match 7 à San Antonio: Houston 105, San Antonio 100

Dernière opposition en playoffs:  Victoire de Houston 2-1 au Premier tour conférence Ouest 1980

### Finales de Conférence

#### Conférence Est
(1) Celtics de Boston vs. (3) 76ers de Philadelphie: les Celtics gagnent la série 4-3
- Match 1 à Boston: Philadelphie 105, Boston 104
- Match 2 à Boston: Boston 118, Philadelphie 99
- Match 3 à Philadelphie: Philadelphie 110, Boston 100
- Match 4 à Philadelphie: Philadelphie 107, Boston 105
- Match 5 à Boston: Boston 111, Philadelphie 109
- Match 6 à Philadelphie: Boston 100, Philadelphie 98
- Match 7 à Boston: Boston 91, Philadelphie 90

Dernière opposition en playoffs: Victoire de Philadelphie 4-1 au Finales de conférence est 1980

#### Conférence Ouest
(5) Kansas City Kings vs. (6) Rockets de Houston: les Rockets gagnent la série 4-1
- Match 1 à Kansas City: Houston 97, Kansas City 78
- Match 2 à Kansas City: Kansas City 88, Houston 79
- Match 3 à Houston: Houston 92, Kansas City 88
- Match 4 à Houston: Houston 100, Kansas City 89
- Match 5 à Kansas City: Houston 97, Kansas City 88

Dernière opposition en playoffs: C'est la première rencontre en playoffs entre les Rockets et les Kings.

### Match 1
| 5 mai 1981 | Rapport | Rockets de Houston 95, Celtics de Boston 98        | Rockets de Houston 95, Celtics de Boston 98 | Rockets de Houston 95, Celtics de Boston 98 |  | Boston Garden, Boston Affluence : 15 320 Arbitres : No. 10 Darell Garretson No. 9 John Vanak | CBS |
| 5 mai 1981 | Rapport | Score par quart-temps : 29–24, 28–27, 24–25, 14–22 |                                             |                                             |  | Boston Garden, Boston Affluence : 15 320 Arbitres : No. 10 Darell Garretson No. 9 John Vanak | CBS |
| 5 mai 1981 | Rapport | Robert Reid 27 Moses Malone 15 Mike Dunleavy Sr. 7 | Points Rebonds Passes d.                    | Larry Bird 18 Larry Bird 21 Larry Bird 9    |  | Boston Garden, Boston Affluence : 15 320 Arbitres : No. 10 Darell Garretson No. 9 John Vanak | CBS |
| 5 mai 1981 | Rapport | Boston mène la série 1 à 0                         |                                             |                                             |  | Boston Garden, Boston Affluence : 15 320 Arbitres : No. 10 Darell Garretson No. 9 John Vanak | CBS |

### Match 2
| 7 mai 1981 | Rapport | Rockets de Houston 92, Celtics de Boston 90        | Rockets de Houston 92, Celtics de Boston 90 | Rockets de Houston 92, Celtics de Boston 90        |  | Boston Garden, Boston Affluence : 15 320 Arbitres : No. 11 Jake O'Donnell No. 4 Ed T. Rush | CBS |
| 7 mai 1981 | Rapport | Score par quart-temps : 22–26, 23–23, 23–19, 24–22 |                                             |                                                    |  | Boston Garden, Boston Affluence : 15 320 Arbitres : No. 11 Jake O'Donnell No. 4 Ed T. Rush | CBS |
| 7 mai 1981 | Rapport | Moses Malone 31 Moses Malone 15 3 joueurs à 3      | Points Rebonds Passes d.                    | Larry Bird 19 Larry Bird 21 Archibald, Henderson 4 |  | Boston Garden, Boston Affluence : 15 320 Arbitres : No. 11 Jake O'Donnell No. 4 Ed T. Rush | CBS |
| 7 mai 1981 | Rapport | Égalité dans la série 1 à 1                        |                                             |                                                    |  | Boston Garden, Boston Affluence : 15 320 Arbitres : No. 11 Jake O'Donnell No. 4 Ed T. Rush | CBS |

### Match 3
| 9 mai 1981 | Rapport | Celtics de Boston 94, Rockets de Houston 71        | Celtics de Boston 94, Rockets de Houston 71 | Celtics de Boston 94, Rockets de Houston 71   |  | Compaq Center, Houston Affluence : 16 121 Arbitres : No. 9 John Vanak No. 12 Earl Strom | CBS |
| 9 mai 1981 | Rapport | Score par quart-temps : 21–17, 20–13, 24–18, 29–23 |                                             |                                               |  | Compaq Center, Houston Affluence : 16 121 Arbitres : No. 9 John Vanak No. 12 Earl Strom | CBS |
| 9 mai 1981 | Rapport | Cedric Maxwell 19 Larry Bird 13 Larry Bird 10      | Points Rebonds Passes d.                    | Moses Malone 23 Moses Malone 15 3 joueurs à 2 |  | Compaq Center, Houston Affluence : 16 121 Arbitres : No. 9 John Vanak No. 12 Earl Strom | CBS |
| 9 mai 1981 | Rapport | Boston mène la série 2 à 1                         |                                             |                                               |  | Compaq Center, Houston Affluence : 16 121 Arbitres : No. 9 John Vanak No. 12 Earl Strom | CBS |

### Match 4
| 10 mai 1981 | Rapport | Celtics de Boston 86, Rockets de Houston 91        | Celtics de Boston 86, Rockets de Houston 91 | Celtics de Boston 86, Rockets de Houston 91          |  | Compaq Center, Houston Affluence : 16 121 Arbitres : No. 10 Darell Garretson No. 4 Ed T. Rush | CBS |
| 10 mai 1981 | Rapport | Score par quart-temps : 26–26, 24–24, 17–25, 19–16 |                                             |                                                      |  | Compaq Center, Houston Affluence : 16 121 Arbitres : No. 10 Darell Garretson No. 4 Ed T. Rush | CBS |
| 10 mai 1981 | Rapport | Cedric Maxwell 24 Cedric Maxwell14 Larry Bird 7    | Points Rebonds Passes d.                    | Mike Dunleavy Sr. 28 Moses Malone 22 Tom Henderson 9 |  | Compaq Center, Houston Affluence : 16 121 Arbitres : No. 10 Darell Garretson No. 4 Ed T. Rush | CBS |
| 10 mai 1981 | Rapport | Égalité dans la série 2 à 2                        |                                             |                                                      |  | Compaq Center, Houston Affluence : 16 121 Arbitres : No. 10 Darell Garretson No. 4 Ed T. Rush | CBS |

### Match 5
| 12 mai 1981 | Rapport | Rockets de Houston 80, Celtics de Boston 109       | Rockets de Houston 80, Celtics de Boston 109 | Rockets de Houston 80, Celtics de Boston 109     |  | Boston Garden, Boston Affluence : 15 320 Arbitres : No. 12 Earl Strom No. 22 Paul Mihalik | CBS |
| 12 mai 1981 | Rapport | Score par quart-temps : 19–34, 18–25, 18–18, 25–32 |                                              |                                                  |  | Boston Garden, Boston Affluence : 15 320 Arbitres : No. 12 Earl Strom No. 22 Paul Mihalik | CBS |
| 12 mai 1981 | Rapport | Moses Malone 20 Moses Malone 15 Allen Leavell 6    | Points Rebonds Passes d.                     | Cedric Maxwell 28 Cedric Maxwell 15 Larry Bird 8 |  | Boston Garden, Boston Affluence : 15 320 Arbitres : No. 12 Earl Strom No. 22 Paul Mihalik | CBS |
| 12 mai 1981 | Rapport | Boston mène la série 3 à 2                         |                                              |                                                  |  | Boston Garden, Boston Affluence : 15 320 Arbitres : No. 12 Earl Strom No. 22 Paul Mihalik | CBS |

### Match 6
| 14 mai 1981 | Rapport | Celtics de Boston 102, Rockets de Houston 91       | Celtics de Boston 102, Rockets de Houston 91 | Celtics de Boston 102, Rockets de Houston 91     |  | Compaq Center, Houston Affluence : 16 121 Arbitres : No. 11 Jake O'Donnell No. 14 Jack Madden | CBS |
| 14 mai 1981 | Rapport | Score par quart-temps : 25–24, 28–23, 29–20, 20–24 |                                              |                                                  |  | Compaq Center, Houston Affluence : 16 121 Arbitres : No. 11 Jake O'Donnell No. 14 Jack Madden | CBS |
| 14 mai 1981 | Rapport | Larry Bird 26 Larry Bird 13 Nate Archibald 12      | Points Rebonds Passes d.                     | Robert Reid 27 Moses Malone 16 Henderson, Reid 5 |  | Compaq Center, Houston Affluence : 16 121 Arbitres : No. 11 Jake O'Donnell No. 14 Jack Madden | CBS |
| 14 mai 1981 | Rapport | Boston gagne la série 4 à 2                        |                                              |                                                  |  | Compaq Center, Houston Affluence : 16 121 Arbitres : No. 11 Jake O'Donnell No. 14 Jack Madden | CBS |